# Farman F.290
El Farman F.290 fue un avión comercial de cinco asientos construido en Francia a principios de los años 30 del siglo XX. Era un desarrollo del modelo Farman F.190.

## Diseño y desarrollo
Era un monoplano de ala alta arriostrada mediante soportes con tren de aterrizaje fijo de patín de cola. El fuselaje y las alas estaban construidos en madera, recubiertos de tela.

## Variantes
F.290
Versión del F.190 para realizar pruebas, equipada con un motor Gnome et Rhône 5Kc, cinco construidos.
F.291
Versión del F.197 con un motor Gnome-Rhône 7K Titan Major, cinco construidos.
F.291/1
Versión del F.291 con un motor Gnome-Rhône 7Kd Titan Major, dos conversiones.

## Operadores
España
- Ejército del Aire

## Especificaciones (F.290)
Referencia datos: aviafrance

### Características generales
- Tripulación: Uno (piloto)
- Capacidad: Cuatro pasajeros
- Longitud: 10,4 m (34 ft)
- Envergadura: 14,4 m (47,2 ft)
- Altura: 2,5 m (8,3 ft)
- Superficie alar: 40,2 m² (432,7 ft²)
- Peso vacío: 980 kg (2159,9 lb)
- Peso cargado: 1688 kg (3720,4 lb)
- Planta motriz: 1× motor radial de cinco cilindros refrigerado por aire Gnome & Rhône 5Kc.
  - Potencia: 180 kW (248 HP; 245 CV)

### Rendimiento
- Velocidad máxima operativa (Vno): 193 km/h (120 MPH; 104 kt)
- Alcance: 800 km (432 nmi; 497 mi)
- Techo de vuelo: 5800 m (19 029 ft)

## Aeronaves relacionadas

### Secuencias de designación
- Secuencia F._ (interna de Farman): ← F.250 - F.270 - F.280 - F.290 - F.300 - F.310 - F.350 →
- Secuencia Numérica (Aeronaves del Ejército del Aire español, 1939-1945): ← 30 (XI) - 30 (XII) - 30 (XIII) - 30 (XIV) - 30 (XV) - 30 (XVI) - 30 (XVII) →
- Secuencia L._ (Aeronaves Utilitarias del Ejército del Aire español, 1945-1954): ← L.5 - L.6 (I) - L.6 (II) - L.7 - L.8 - L.9 - L.10 →